# Seznam postojank Gorenjske samozaščite
Seznam postojank Gorenjske samozaščite je urejen po krajih, kjer so bile ustanovljene postojanke.

## Seznam
- Bitnje
- Bobovek
- Brezje
- Cerklje
- Črni Vrh
- Dolsko
- Domžale
- Gorenja vas
- Goričane
- Goriče
- Hotavlje
- Kovor
- Jezersko
- Kamna Gorica
- Kokra
- Komenda
- Kranj
- Kresnice
- Lahovče
- Lesce
- Litija
- Ljubno
- Luče
- Lučine
- Mavčiče
- Mekinje
- Mengeš
- Predoslje
- Preska
- Ribno
- Smlednik
- Sopotnica
- Stražišče
- Suhi Dol
- Sv. Križ
- Šentvid pri Ljubljani
- Šentvid pri Lukavici
- Škofja Loka
- Tržič
- Tupaliče
- Vače
- Vodice
- Voklo
- Zagorica
- Žabnica
- Županje Njive